# Úna Ní Raifeartaigh
Úna Ní Raifeartaigh est une juge et avocate irlandaise qui est juge à la Cour européenne des droits de l'homme depuis juillet 2024. Elle est précédemment juge à la Cour d’appel de 2019 à 2024 et juge à la Haute Cour de 2016 à 2019.
Avant son accession à la magistrature, elle exerce comme avocate principale et est également professeure de droit. Son expertise académique et juridique porte sur le droit pénal et le droit de la preuve.

## Jeunesse
Ní Raifeartaigh est la fille de Lochlainn O'Raifeartaigh et Treasa Donnelly. Elle fréquente l'University College Dublin et le King's Inns, obtenant un diplôme BCL de l'UCD en 1988,. Elle est assistante de recherche à la Commission de réforme du droit de 1988 à 1991. Elle occupe le poste de professeur Reid de droit pénal au Trinity College de Dublin de 1991 à 1995, un poste précédemment occupé par Mary McAleese et Mary Robinson,.

## Carrière juridique
Elle devient avocate en 1993 et avocate principale en 2009. Sa pratique est principalement axée sur le droit pénal. Elle représente souvent le directeur des poursuites publiques dans des affaires au nom de l'État et est l'avocate la mieux payée de l'État en 2015. Elle est avocate de l'accusation dans des affaires contre Seán FitzPatrick concernant l'Anglo Irish Bank, Sharon Collins dans l'embauche d'un tueur à gages pour tuer son compagnon, Mark Nash concernant les meurtres de Grangegorman et Linda et Charlotte Mulhall. Elle est également impliquée dans des poursuites devant la Cour pénale spéciale, notamment un procès lié à l'attentat d'Omagh. Elle travaille avec Kevin Feeney pour recueillir des preuves, interroger des témoins et présenter des preuves au nom du Comité mixte de l'Oireachtas enquêtant sur Brian Curtin.
Elle est avocate de la défense dans des procès pénaux. Elle représente un ordre religieux à la Commission d'enquête sur les abus envers les enfants. Elle plaide devant la Cour européenne des droits de l'homme.
Elle est une ancienne directrice du Conseil irlandais pour les libertés civiles et présidente du Private Securities Services Appeal Board.
Elle est co-auteur d'ouvrages sur le droit de la preuve en Irlande et sur la Cour pénale spéciale,. Elle est la fondatrice du Forum de droit pénal.

## Carrière judiciaire
Ní Raifeartaigh est nommé à la Haute Cour en septembre 2016. Elle juge des affaires portant sur des questions relatives au droit pénal, au droit constitutionnel, aux infractions routières, au contrôle juridictionnel, à l'extradition, à la mise en liberté sous caution et au droit foncier.
Elle préside le procès intenté par Denis O'Brien en 2017 contre l'Oireachtas, à la suite de déclarations faites au Dáil Éireann par Pearse Doherty (en) et Catherine Murphy concernant ses affaires financières. Le juge refuse les mesures demandées par O'Brien contre les hommes politiques, estimant qu'il ne pouvait y avoir d'ingérence judiciaire dans la réglementation du privilège parlementaire au sein de la législature irlandaise. Elle identifie une protection constitutionnelle des commentaires faits lors des débats du Dáil. Son jugement est confirmé par un arrêt unanime de la Cour suprême rendu par le juge en chef Frank Clarke en mars 2019.
Elle est juge ad hoc pour l'Irlande à la Cour européenne des droits de l'homme.
Elle est nommée à la Cour d'appel en novembre 2019. Sa nomination est l’une des six nominations dues à l’augmentation du nombre de juges à la Cour d’appel à la suite de la promulgation de la loi sur les tribunaux de 2019.
Elle est professeure adjointe à l'Université de Maynooth.